# Tom Pettitt

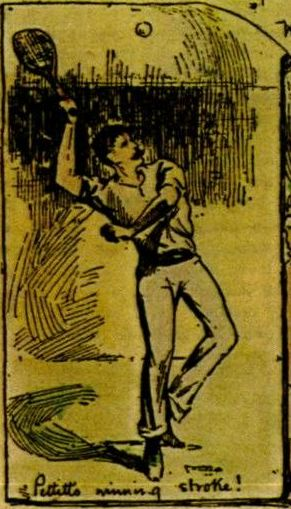
Tom Pettittbei der Real Tennis World Championship 1890 in Dublin, aus The Graphic

Thomas „Tom“ Pettitt (* 19. Dezember 1859 in Beckenham, Greater London, Großbritannien; † 17. Oktober 1946 in Newport, Rhode Island, Vereinigte Staaten) war ein britischer Jeu-de-Paume-Spieler.

## Biographie
Pettitt wanderte im Alter von siebzehn Jahren nach Boston aus und lehrte im „Boston Tennis & Racquet Club“ das Jeu de Paume, die Vorgängersportart des modernen Tennis. 1885 forderte er George Lambert heraus, gewann den Titel und verteidigte ihn 1890. Im Jahr 1929 beendete er seine Trainer- und Lehrtätigkeit und starb 1946. 1982 erfolgte posthum die Aufnahme in die International Tennis Hall of Fame.